# Robin Szolkowy

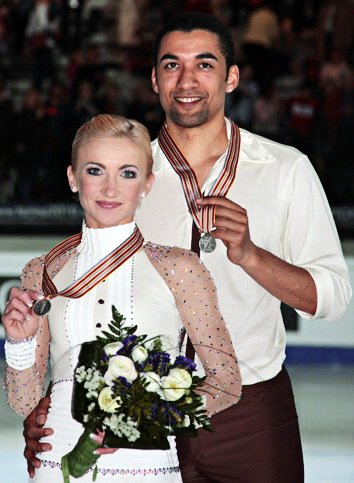
Aljona Savchenko och Robin Szolkowy under VM 2010.

Robin Szolkowy, född 14 juli 1979 i Greifswald, Östtyskland, är en tysk idrottare som deltar i konståkning.
Szolkowys far kommer från Tanzania och hans mor från Tyskland. 1983 flyttade han med modern till Erfurt där han började med konståkning. I paråkning hade han först tyska partner och blev tysk mästare. När hans andra partner slutade karriären letade han efter en ny partner. Sedan 2004 tävlar han tillsammans med Aliona Savtjenko från Ukraina som 2006 blev tysk medborgare.
Parets främsta meriter är bronsmedaljen vid olympiska vinterspelen 2010 och 2014, två guld- och en bronsmedalj vid världsmästerskapen i konståkning samt tre guldmedaljer vid europamästerskap.

## Bildgalleri

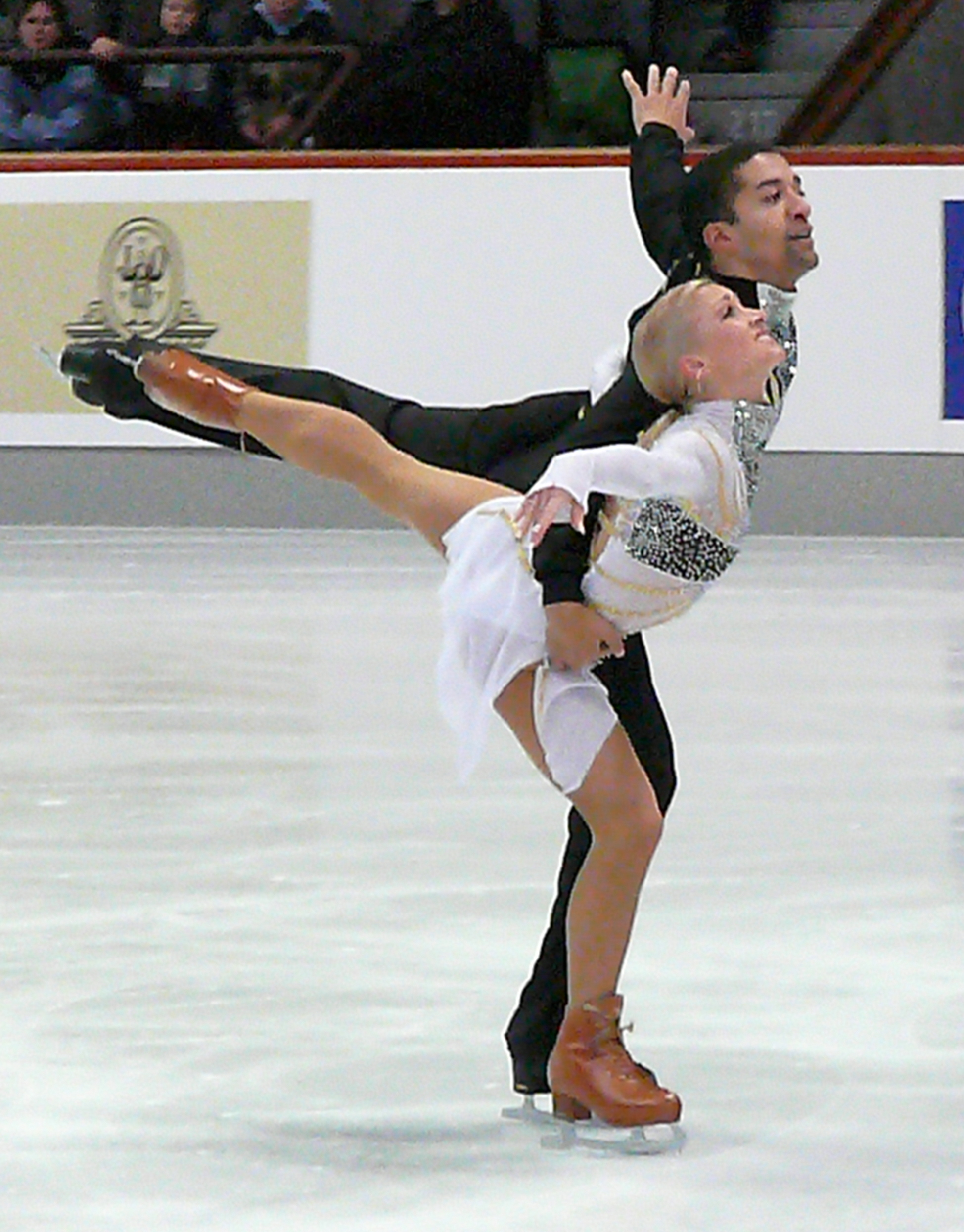
DM 2007.
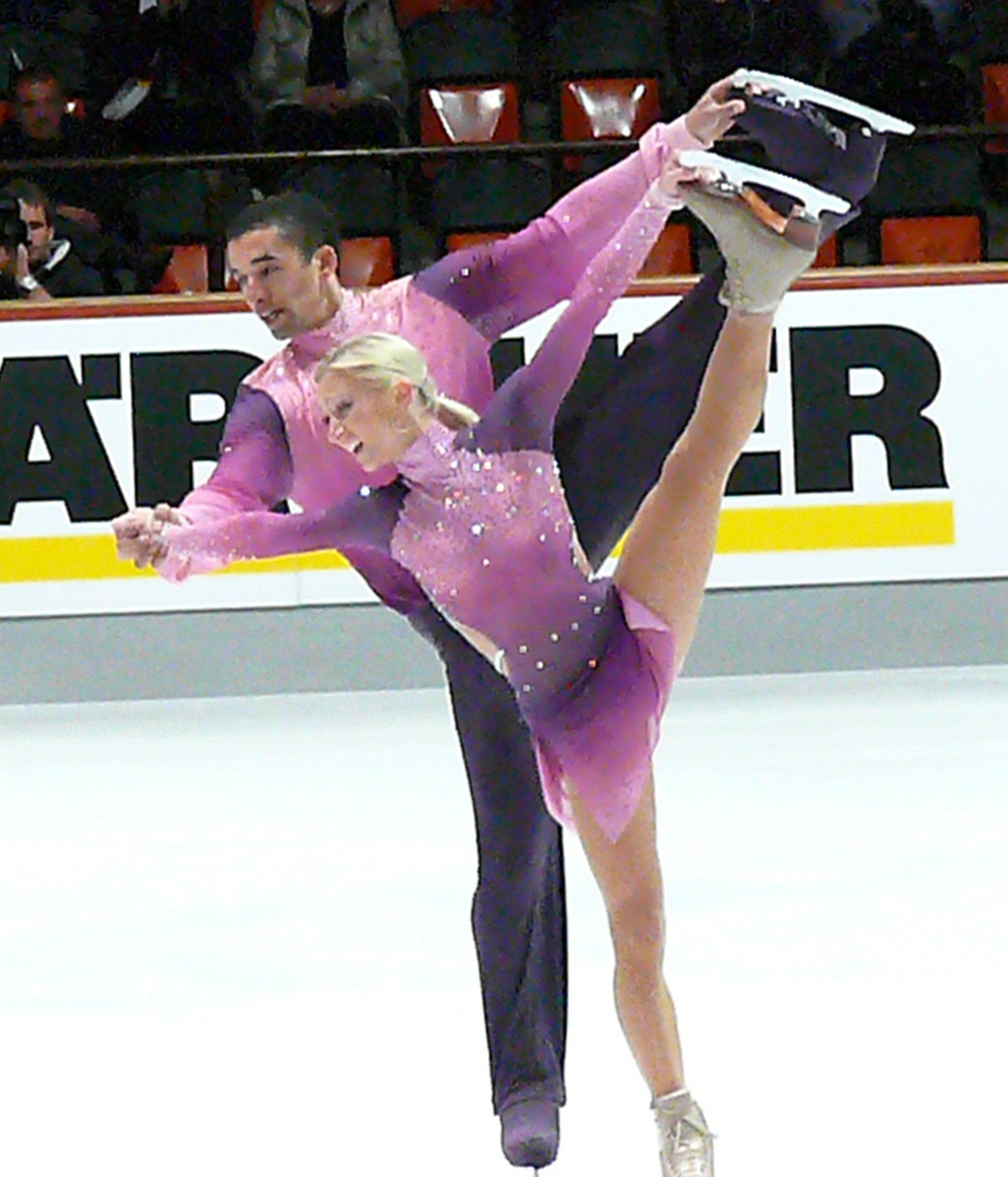
2007.
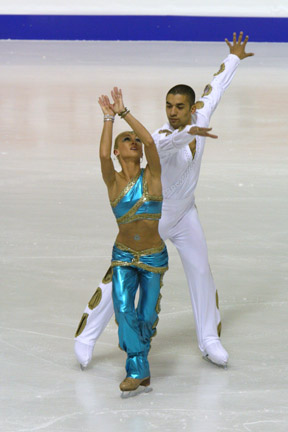
EM 2008.
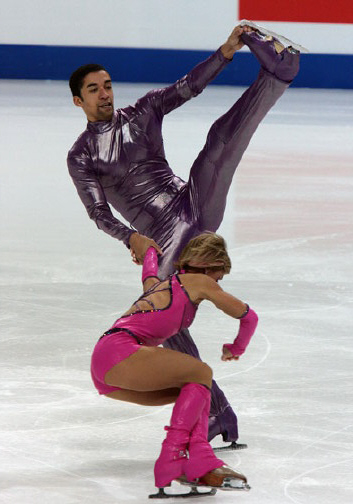
EM 2009.
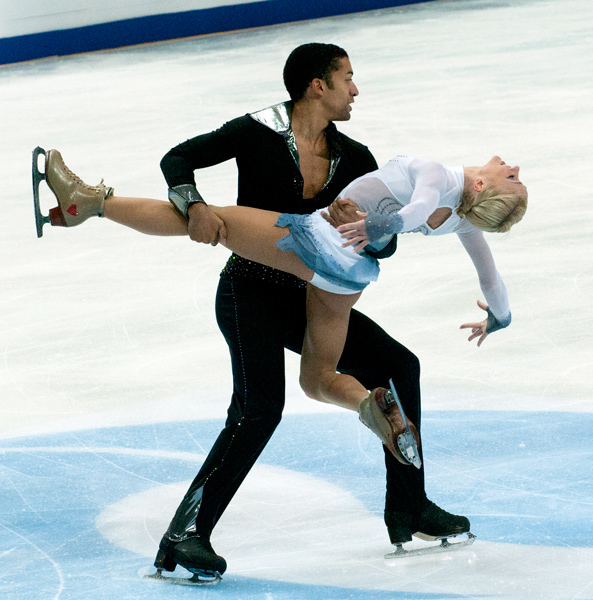
Ryssland 2011.
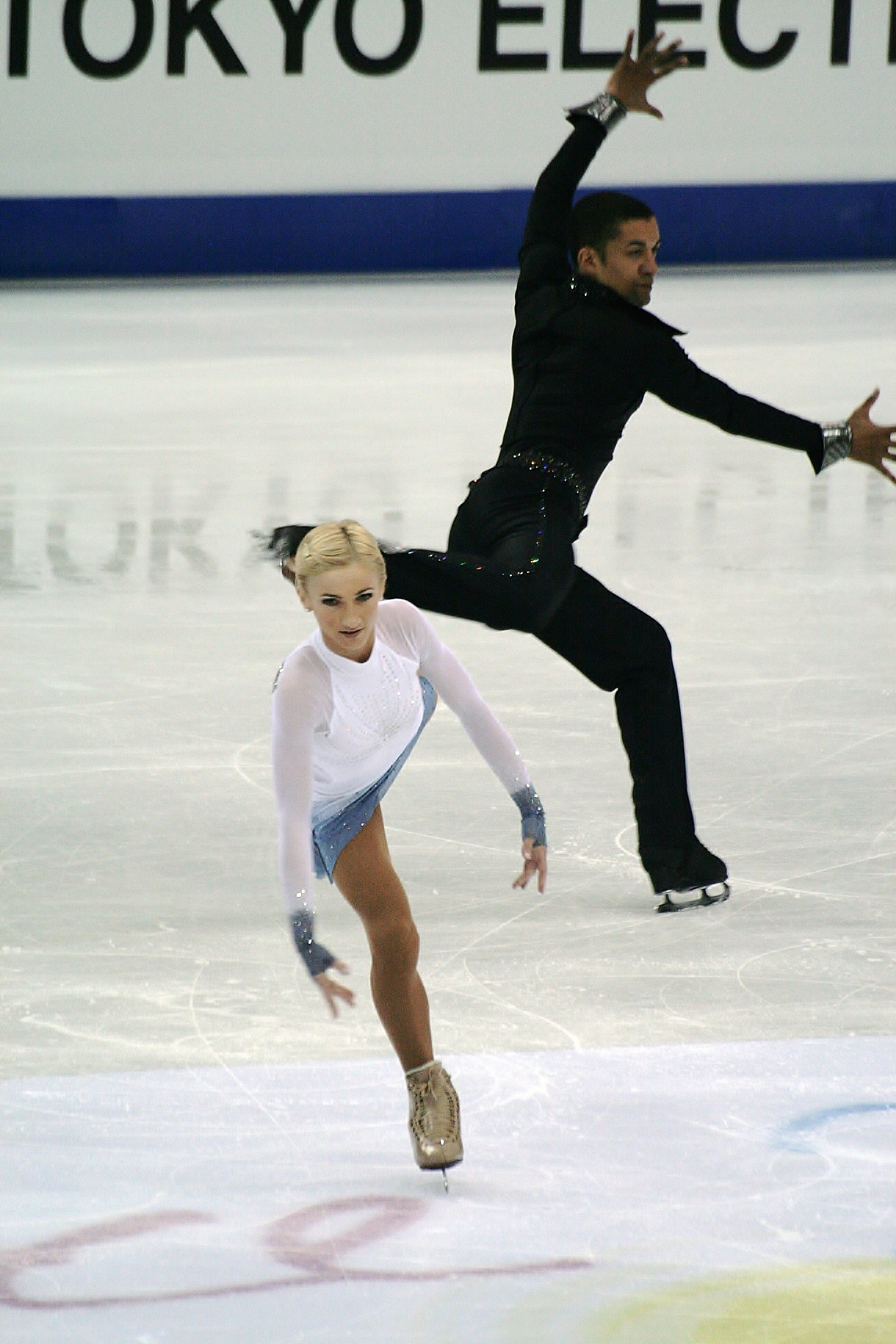
WFSC 2012.
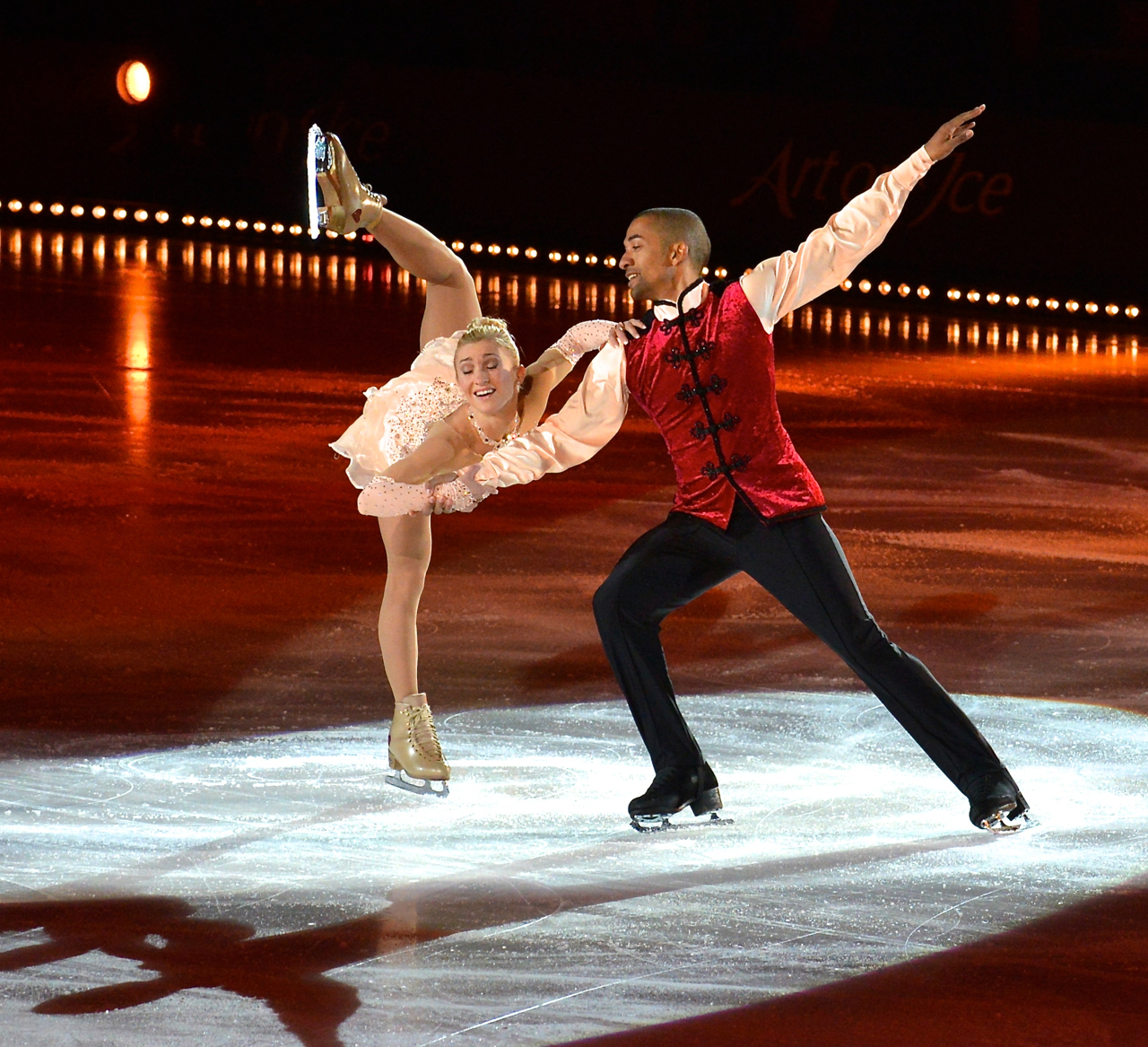
Aljona Savchenko och Robin Szolkowy under Art on Ice i Globen 2014.
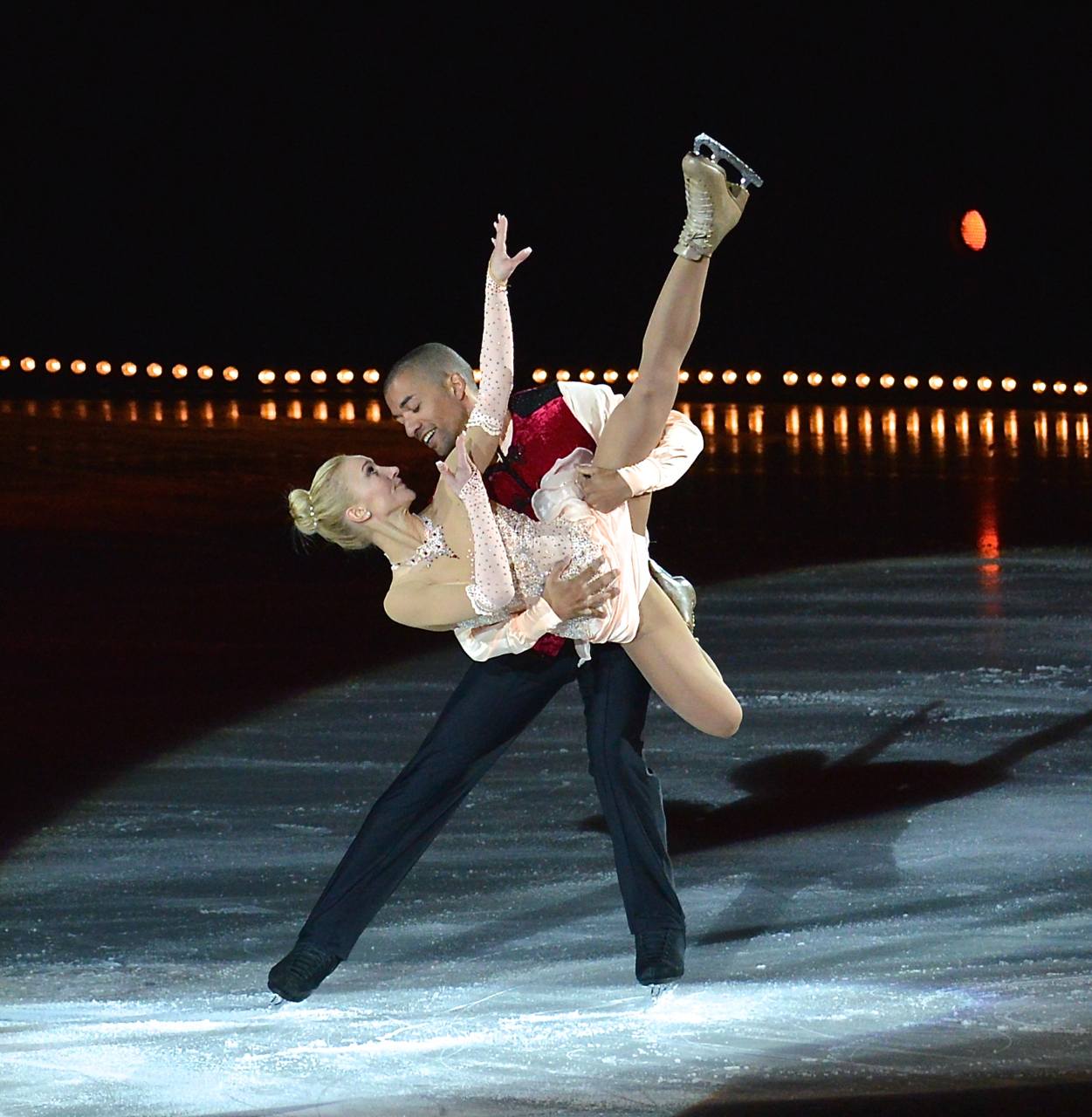
Art on Ice 2014.
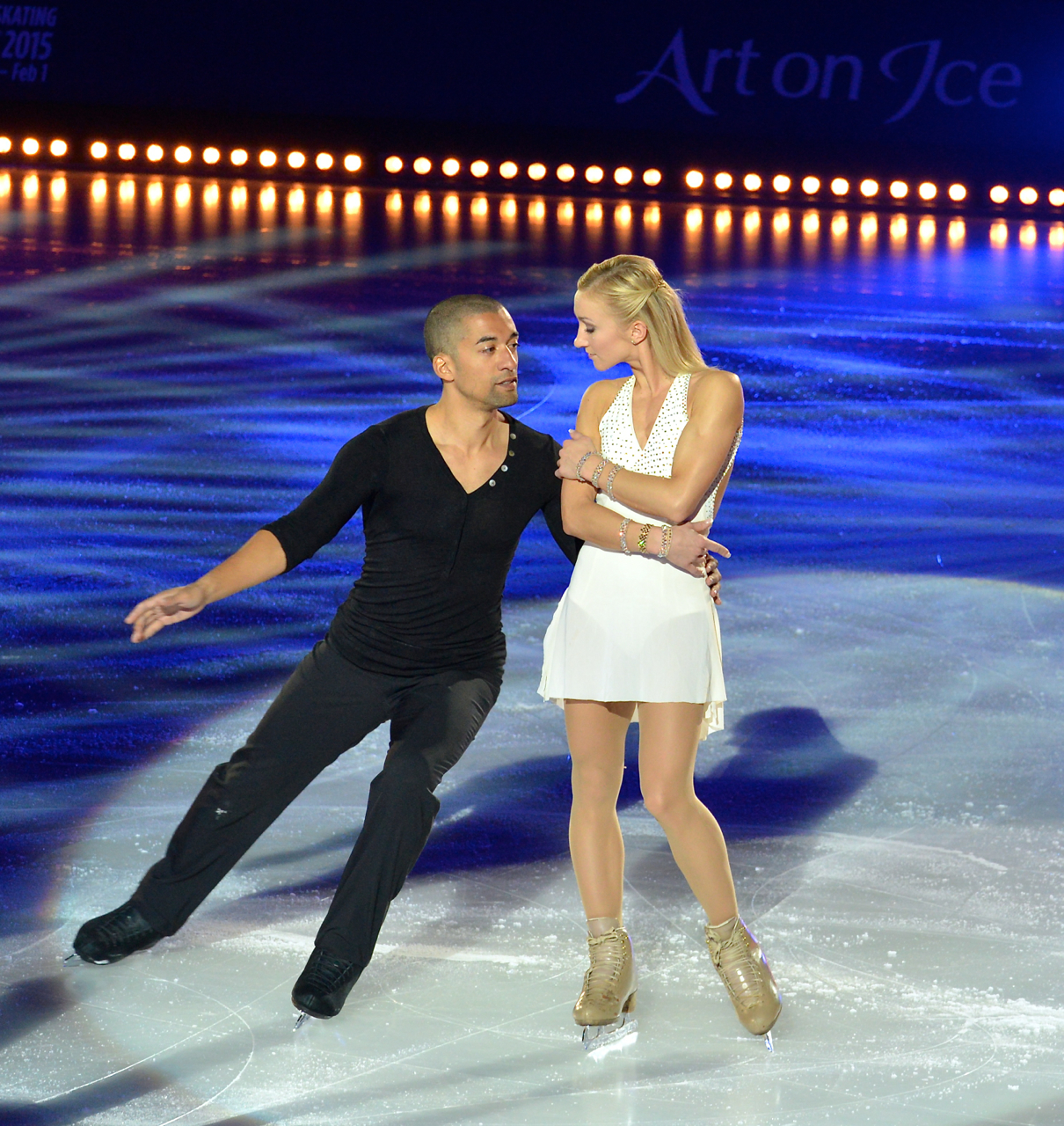
Art on Ice 2014.